# Красное (Суздальский район)
Красное — село в Суздальском районе Владимирской области России, входит в состав Селецкого сельского поселения.

## География

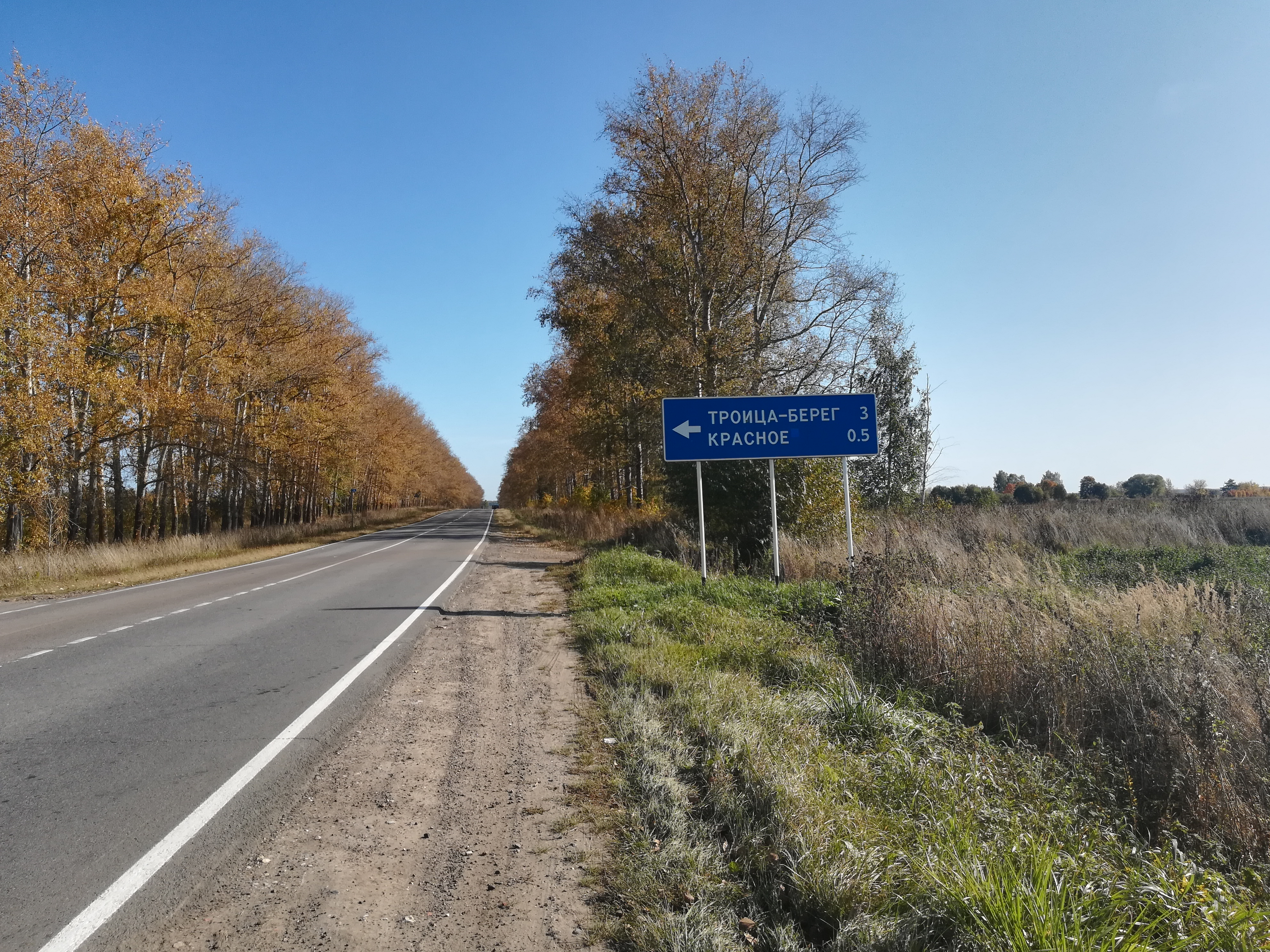
Поворот с шоссе Суздаль-Кидекша

Село расположено на берегу реки Нерль (приток Клязьмы) в 3 км на восток от райцентра города Суздаль.

## История
В «Царской жалованной грамоте Суздальскому епископу Варлааму 1578 года» село значится вотчиной Суздальского Архиерейского дома, которому пожаловано Великим князем Василием Ивановичем. Суздальские епископы имели здесь дом для летнего пребывания. 
В Красном существовала каменная церковь, построенная Суздальским епископом Тихоном вместо ветхой деревянной. Престолов в ней было два: в честь Благовещения Пресвятой Богородицы и в теплом приделе в честь Святителя и Чудотворца Николая. Колокольня и ограда также были каменные. В 1893 году в селе имелось 72 двора, мужчин — 223, женщин — 245. В годы советской власти церковь была полностью разрушена.
В конце XIX — начале XX века село входило в состав Яневской волости Суздальского уезда Владимирской губернии.
С 1929 года село являлось центром Красносельского сельсовета Суздальского района, с 1965 года — в составе Селецкого сельсовета.
До 2016 года в селе действовал сельский клуб (МКУК "Красносельское культурно-досуговое объединение").

## Население
| 1859 | 1926 |
| ---- | ---- |
| 348  | 546  |

| 1859 | 1905 | 1926 | 2002 | 2010 | 2021 |
| ---- | ---- | ---- | ---- | ---- | ---- |
| 348  | ↗525 | ↗546 | ↘129 | ↘82  | ↗123 |

## Инфраструктура
В селе зарегистрировано:
Товарищество собственников недвижимости "МЕЛИОРАТОР".

### Улицы
В селе имеется следующие улицы: Центральная, Речная, Луговая, Южная, Полевая.